# Rakoszyce (gromada)
Rakoszyce (do 31 XII 1959 Kryniczno) – dawna gromada, czyli najmniejsza jednostka podziału terytorialnego Polskiej Rzeczypospolitej Ludowej w latach 1954–1972.
Gromady, z gromadzkimi radami narodowymi (GRN) jako organami władzy najniższego stopnia na wsi, funkcjonowały od reformy reorganizującej administrację wiejską przeprowadzonej jesienią 1954 do momentu ich zniesienia z dniem 1 stycznia 1973, tym samym wypierając organizację gminną w latach 1954–1972.
Gromadę Rakoszyce z siedzibą GRN w Rakoszycach utworzono 1 stycznia 1960 w powiecie średzkim w woj. wrocławskim w związku z przeniesieniem siedziby GRN gromady Kryniczno z Kryniczna do Rakoszyc i zmianą nazwy jednostki (zwiększonej tego samego dnia o wsie Świdnica Polska, Budziszów, Wilków, Samsonowice, Siemidrożyce, Szymanowice i Jakubkowice a zmniejsonej o wsie Chwalimierz, Juszczyn i Jugowiec) na gromada Rakoszyce. Dla gromady ustalono 26 członków gromadzkiej rady narodowej.
31 grudnia 1961 do gromady Rakoszyce włączono wieś Kulin ze zniesionej gromady Cesarzowice oraz wieś Ramułtowice ze zniesionej gromady Karczyce w tymże powiecie.
Gromada przetrwała do końca 1972 roku, czyli do kolejnej reformy gminnej.